# Kwas nadrenowy
Kwas nadrenowy – nieorganiczny związek chemiczny z grupy kwasów tlenowych, zawierający ren na VII stopniu utlenienia. Tworzy sole – nadreniany. Jego bezwodnikiem jest heptatlenek direnu, Re2O7.
W fazie stałej występuje w formie dimeru ze skoordynowanymi dwiema cząsteczkami wody, Re2O7(OH2)2. Struktura ta jest zachowana w stężonych roztworach, podczas gdy w roztworach rozcieńczonych i w fazie gazowej kwas nadrenowy istnieje w formie monomerycznej, HOReO3.